# Маниса
Мани́са (тур. Manisa) — город и район в западной части Анатолии, центр турецкой провинции Маниса. Население — 278 967 (перепись 2009 года). От греческих слов «магнитис литос» [μαγνητης λιθος], то есть камень Магнесии [Μαγνησια], происходят такие слова, как «магнезия», «магнит» и «магнетизм», но было бы неправильно связывать эти слова непосредственно с этим городом, поскольку все малоазийские Магнесии — а их было семь — происходят из области Магнесия в Фессалия, Центральная Греция (Магнисия). Камень Магнесии имеет отношение именно к фессалийской Магнесии.

## История
Историческое имя города — Магнесия-у-Сипила (не путать с близлежащей Магнесией-на-Меандре). Античный город, существовавший уже в V в. до н. э., был стёрт с лица земли неоднократными землетрясениями. В древней истории он упоминается Ливием в связи с битвой 190 года до н. э., в ходе которой римляне во главе с Луцием Сципионом нанесли страшное поражение сирийской армии Антиоха III.

### Средние века

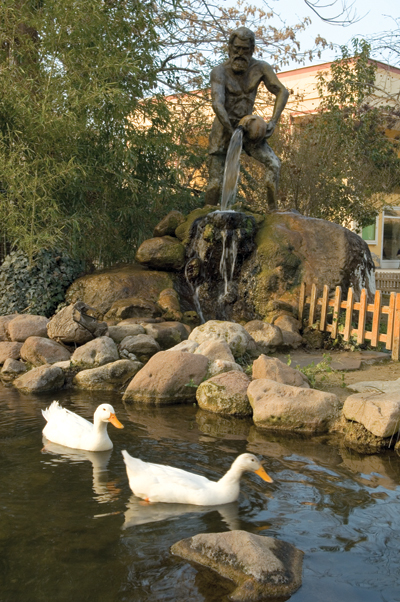
Статуя Тарзана из Манисы

В 1204—1261 годах Магнесия фактически была одной из столиц Никейской империи (наряду с Никеей и Нимфеем): здесь теперь располагались казна и монетный двор, на которых чеканились знаменитые византийские иперпиры. Впрочем, содержание золота в них продолжало постепенно уменьшаться. Здесь же неподалёку располагалась и знаменитая яичная ферма императора: на доходы от продажи яиц голодающим туркам-сельджукам никейский император даже подарил императрице знаменитую корону, получившую название «яичной» (оатон). Золотой век средневековой Магнезии наступил когда Никейской империей правил Иоанн III Дука Ватац (1221—1254). 3 ноября 1254 года он скончался в шатре, поставленном в дворцовом саду в Нимфее. Похоронен он был в построенном им монастыре Спасителя в Сосандрах возле Магнесии.
После возвращения столицы в Константинополь (1261) Магнесия быстро приходит в запустение. К городу стекаются со своими стадами кочевые туркмены и турецкие войны-гази. Земледелие, и в особенности виноделие, которое было важной основой греческой экономики, быстро приходят в упадок. В 1302 году город со всех сторон окружили турки, фактически начавшие его осаду. Во время наступления турок останки почитаемого никейского императора Иоаннa III были перенесены из пригородного монастыря в саму Магнесию, а монастырь Спасителя в Сосандрах был вскоре после этого разрушен мусульманами.
В том же 1302 году, после провала военной кампании по освобождению Магнезии от турецкой осады василевса Михаила IX и его аланских наёмников, фактически взятых в осаду турками внутри городских стен, значительная часть греческого населения города в панике тайком ночью бежит вслед за отступающей византийской армией в сторону Адрамиттия, а затем переправляется в более защищенный Лампсак. В 1304 году по поручению византийского императора для освобождения города от турецкой осады к его стенам подошла Каталонская кампания. Однако жители опасались мародерства со стороны наёмников и отказались пускать их в город, оказывая сопротивление. Взять город ни штурмом, ни осадой Рожер де Флор так и не смог, а потому из мести ограбил все прилегающие греческие деревни. Спасшиеся бежали на острова Эгейского моря.
В 1313 году Сарухан Бей отвоевал Манису и Нимфей у византийцев и сделал её столицей своего государства Саруханогуллары. После взятия Магнесии турки сбросили тело императора Иоаннa III в овраг.
Сарухан даже чеканил в городе свой джильято. В 1390 году Маниса стала частью Османского государства, однако впоследствии потомки Сару-хана выступили против Османов на стороне Тамерлана, который восстановил их государство. Окончательно Маниса вошла в состав Османской империи в 1410 году, став центром санджака. Традиционно, санджак-беем в Манисе назначался наследник султанского престола. Там проходило его обучение и подготовка к правлению.

### Новое время
В 1912 году в городе проживали греки — 38 926 чел., турки — 37 900 чел., армяне — 2000 чел., евреи — 1000 чел.
В сентябре 1922 года город был сожжён греческой армией во время отступления из города в ходе Второй греко-турецкой войны.